# Agente formador de espuma
Um agente formador de espuma (ou agente espumante, formador de espuma, doador de espumacidade) é um surfactante, o qual quando presente em pequenas quantidades, facilita a formação de espuma, ou aumenta sua estabilidade coloidal por inibir a coalescência das bolhas.